# Afrikaans grenadille

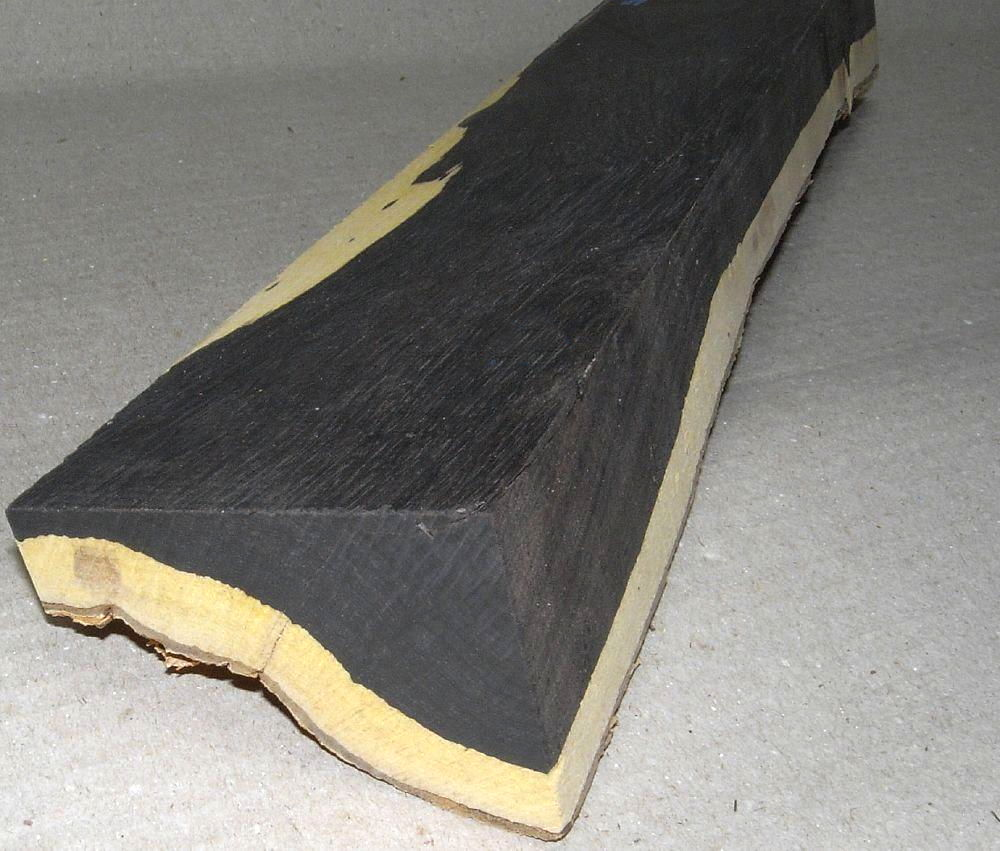
Afrikaans grenadille

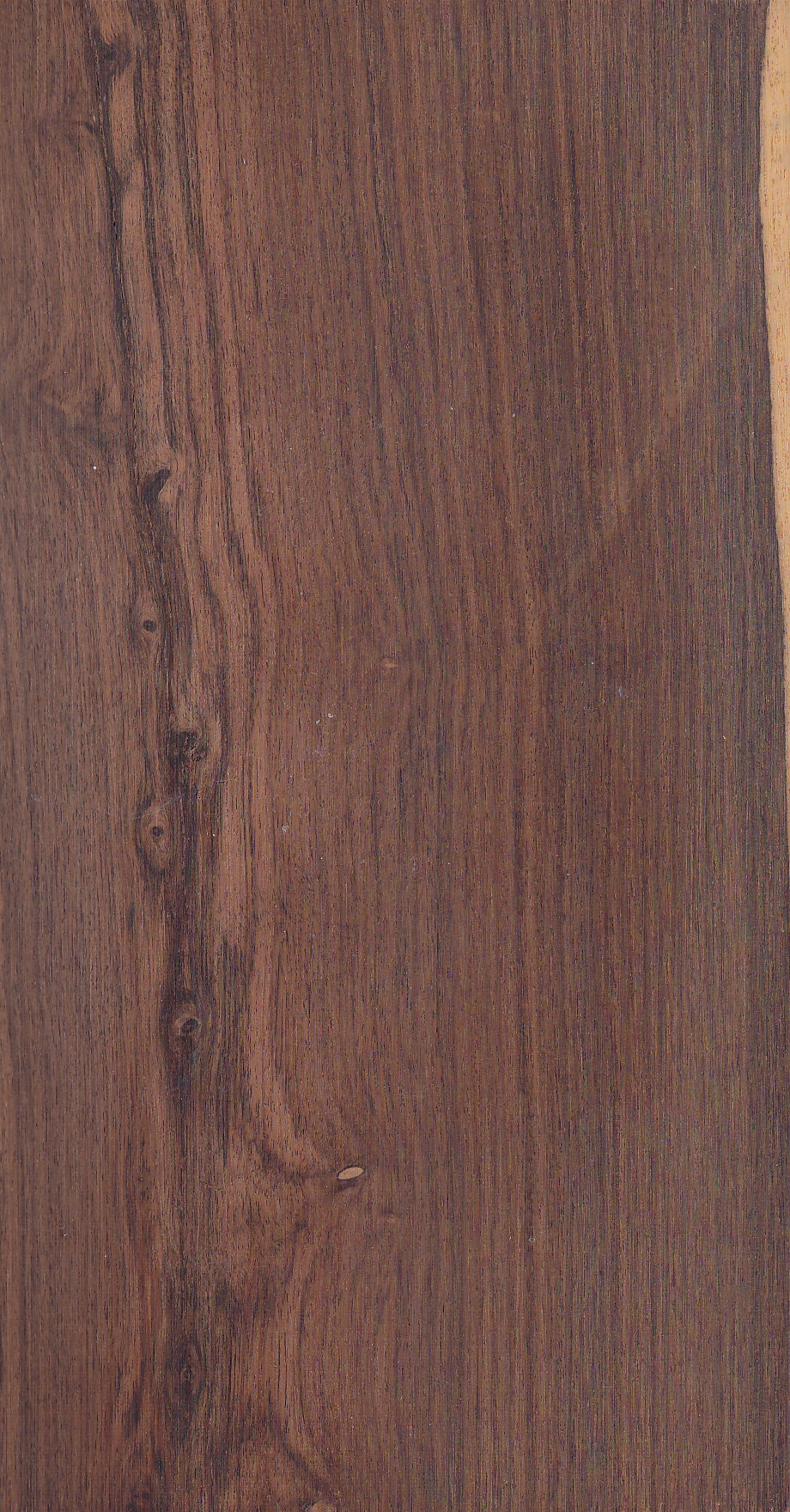
Cocus, voorheen 'grenadille', of ook wel 'Amerikaans grenadille'

Afrikaans grenadille is een klassieke edele houtsoort met een heel lange staat van dienst. Tegenwoordig wordt het vooral gewaardeerd voor muziekinstrumenten, met name blaasinstrumenten. Het is afkomstig van een vrij kleine, vrij langzaam groeiende boom uit Afrika (Dalbergia melanoxylon), die zwaar overgeëxploiteerd is. Her en der zijn projecten gestart om de boom terug aan te planten, en ook buiten Afrika wordt ze wel geplant.
Het hout is donkerbruin, nadonkerend tot puur zwart, heel zwaar (zinkt ruimschoots in water), hard, zeer duurzaam (wat betreft aantasting door schimmels) en stabiel (als het eenmaal droog is). Het is lastig te drogen en te bewerken, met stof dat irritatie kan veroorzaken. Het is echter goed te draaien en te polijsten. Oppervlakteafwerking (lakken, e.d.) kan wel problemen geven.
Het oudst bekende gebruik is in het Egypte van de farao's. Uit die tijd stamt het woord ebben (toen voor exclusief dit hout), al werd deze naam later, in klassieke tijden, overgeheveld naar het eveneens zwarte hout van enkele Diospyros-soorten dat toen uit het oosten werd aangevoerd (het huidige ebben heeft wat mattere oppervlaktes dan het oorspronkelijke).
Een belangrijke toepassing is voor blaasinstrumenten. Het geluid van blaasinstrumenten wordt bepaald door de vorm van de luchtkolom en de exacte plaatsing van de gaten: het is dus uiterst belangrijk dat het materiaal precieze bewerking toestaat en vormvast is. Afrikaans grenadille is heel gewaardeerd voor hobo's, klarinetten, doedelzakken, etc. Toch is het ook voor allerlei doeleinden gebruikt, zoals mesheften. Plaatselijk, in Afrika, is het gebruikt voor toeristische souvenirs.
Als al het hout van Dalbergia-soorten valt het tegenwoordig onder de bepalingen van CITES II.
Vroeger werd de naam "grenadille" gebruikt voor een houtsoort uit "West-Indië" die eveneens donker van kleur is, en heel zwaar, hard en duurzaam is. Deze werd eveneens gebruikt voor handvatten en blaasinstrumenten. Het wordt ook tegenwoordig nog wel gebruikt, maar nu verhandeld onder de naam "cocus", zij het op bescheiden schaal (ook hier overexploitatie). Het  "grenadille"  overleeft in deze naam van een andere houtsoort.